# Dercitus bucklandi
Dercitus bucklandi is een spons in de taxonomische indeling van de gewone sponzen (Demospongiae). De wetenschappelijke naam van de soort werd in 1858 gepubliceerd door James Scott Bowerbank.

## Beschrijving
Deze spons wordt meestal gevonden om spleten in verticale rotswanden te vullen. Het heeft het uiterlijk van een zwart membraan gespannen over de achterkant van de spleet.

## Verspreiding
Dercitus bucklandi is recentelijk bekend van de west- en zuidwestkust van de Britse Eilanden. Deze soort komt voor in spleten in verticale en overhangende rotswanden, vooral op kalksteen.